# اولریکه اوتینر
اولریکه اوتینر (آلمانی: Ulrike Ottinger؛ زادهٔ ۶ ژوئن ۱۹۴۲) کارگردان فیلم و عکاس اهل آلمان است.